# Clicquot (orgelbouwer)
Cliquot was een Franse orgelbouwer uit Parijs. Het bedrijf werd opgericht door Robert Clicquot (1645-1719), in eerste instantie onder de naam facteur d'orgues du Roy.

## Geschiedenis
Robert Clicquot kreeg zijn scholing bij zijn zwager Estienne Hénocq. De belangrijkste door hem gebouwde orgels zijn die van de slotkapel van het Kasteel van Versailles (samen met zijn zwager), de kerken van Saint-Quentin (een vierklaviers orgel met 50 stemmen) en Saint-Louis des Invalides in Parijs en de Kathedraal van Rouen. In Versailles is alleen de orgelkast bewaard gebleven.
Na het overlijden van Robert Clicquot in 1719 zetten zijn kinderen het bedrijf voort. Zijn zoon Louis-Alexandre bouwde het orgel van Rozay-en-Brie en in 1734 het orgel van de Saint-Jacques de Saint-Christopher Houdankerk, thans het oudste nog werkende orgel van de regio Île-de-France. Ook bracht hij veranderingen aan zijn vaders orgel in Versailles aan.
François-Henri Clicquot (1732-1790), Roberts kleinzoon, bouwde het inmiddels monumentale orgel van de Saint-Sulpice in Parijs (samen met zijn vader), evenals het orgel van de kerk in Souvigny (1782) en de Kathedraal van Poitiers. Ook bracht hij wijzigingen aan het orgel van zijn grootvader in Versailles aan. Roberts achterkleinzoon, Claude-François Clicquot (1762-1801), herstelde tijdens de Franse Revolutie diverse orgels. Hij correspondeerde met andere grote orgelmakers als Carl Joseph Riepp en de Elzasser Gottfried Silbermann.